# التحالف التقدمي للاشتراكيين والديمقراطيين
التحالف التقدمي للاشتراكيين والديمقراطيين (بالإنجليزية: Progressive Alliance of Socialists and Democrats)‏ هي المجموعة السياسية في البرلمان الأوروبي لحزب الاشتراكيين الأوروبيين (PES). تأسس التحالف التقدمي للاشتراكيين والديمقراطيين رسميًا كمجموعة اشتراكية في 29 يونيو 1953 مما يجعله ثاني أقدم مجموعة سياسية في البرلمان الأوروبي بعد «مجموعة تحالف الليبراليين والديمقراطيين من أجل أوروبا» (ALDE). اعتمدت اسمها الحالي في 23 يونيو 2009. توجه التحالف هو وسط اليسار، تتكون المجموعة في الغالب من أحزاب ديمقراطية اشتراكية وتنتمي إلى التحالف التقدمي.
إلى حدود انتخابات عام 1999 في البرلمان الأوروبي، كانت أكبر مجموعة في البرلمان، ولكن منذ تلك الانتخابات أصبحت ثاني أكبر مجموعة.
خلال الجمعية البرلمانية الثامنة للاتحاد الأوروبي، التحالف هو المجموعة البرلمانية الوحيدة التي تمثل ممثلين من جميع الدول الأعضاء في الاتحاد الأوروبي البالغ عددها 28 دولة.
في المجلس الأوروبي، ينتمي 8 من بين 28 رئيس دولة وحكومة إلى مجموعة (S&D) وفي المفوضية الأوروبية.